# Cédric Fauré
Cédric Fauré (Tolosa, 14 febbraio 1979) è un allenatore di calcio ed ex calciatore francese, di ruolo attaccante, tecnico del Namur.

## Carriera
Ha giocato nella massima serie del campionato francese con Tolosa, Le Mans, Le Havre e Guingamp.

## Palmarès

### Club

#### Competizioni nazionali
- Ligue 2: 1

Tolosa: 2002-2003
- Coppa di Francia: 1

Guingamp: 2013-2014

### Individuale
- Capocannoniere della Ligue 2: 2

2002-2003 (20 gol), 2011-2012 (15 gol)
- Capocannoniere del Championnat National: 1

2009-2010 (25 gol)